# Codex Suprasliensis
El Codex Suprasliensis és un còdex medieval que conté el text més llarg conservat de l'anomenat cànon de l'antic eslau, un conjunt de manuscrits que serveixen de font principal per a estudiar aquesta llengua. El Codex Suprasliensis data del segle x i conté escrits religiosos diversos: vides de sants, homilies i anotacions de diferents autors, entre ells Joan Crisòstom. Per la seva importància ha estat inclòs al Programa Memòria del Món de la UNESCO.